# El Valle (República Dominicana)
El Valle é um município da República Dominicana pertencente à província de Hato Mayor.
Sua população estimada em 2012 era de 8 855 habitantes.